# Janeway-laesies
Janeway-laesies zijn kleine, pijnloze erythemateuze of haemorrhagische maculaire, papulaire of nodulaire huidafwijkingen op de handpalmen of voetzolen die worden geassocieerd met infectieuze endocarditis. De laesies zijn niet veel voorkomend en zijn vaak niet gemakkelijk te onderscheiden zijn van Osler-noduli die ook kunnen voorkomen bij endocarditis. Het onderscheid tussen beide kan worden gemaakt doordat Osler noduli wel pijnlijk zijn. Het duurt doorgaans dagen tot weken voordat de laesies volledig zijn opgelost.

## Pathofysiologie
Pathologisch gezien zijn Janeway laesies microabcessen van de dermis met duidelijke necrose en inflammatoir infiltraat, waarbij de epidermis niet betrokken is.
De laesies worden veroorzaakt door septische embolieën die bacteriën afzetten en zodoende microabcessen vormen. Uit de laesies kunnen micro-organismen worden gekweekt.

## Differentiaaldiagnose
Janeway laesies kunnen naast in het geval van endocarditis in zeldzame gevallen ook worden waargenomen bij: 
- systemische lupus erythematodes (SLE),
- verspreide gonokokkeninfectie,
- haemolytische anaemie,
- buiktyfus.[1]